# Andreas Frühwirth
Andreas Franz Frühwirth OP (ur. 21 sierpnia 1845 w Sankt Anna am Aigen, zm. 9 lutego 1933 w Rzymie) – austriacki duchowny katolicki, kardynał, wysoki urzędnik Kurii Rzymskiej.

## Życiorys
Urodzony jako Franz Frühwirth, wstąpił do zakonu dominikanów 13 września 1863 roku w Grazu i przybrał imię zakonne Andrzej. Śluby zakonne złożył 13 września 1864 roku. Święcenia kapłańskie przyjął 5 lipca 1868 roku w Grazu. Studiował teologię na Papieskiej Rzymskiej Akademii Św. Tomasza z Akwinu. W latach 1872–1875 przeor w Grazu i w latach 1876–1880 przeor w Wiedniu. Od 20 kwietnia 1880 do 1891 prowincjał prowincji austro-węgierskiej. 26 października 1907 roku papież Pius X mianował go nuncjuszem apostolskim w Bawarii wynosząc go do godności arcybiskupa tytularnego Eraclea. Sakrę biskupią przyjął 30 listopada 1907 roku w Rzymie z rąk kard. Rafael Merry del Val Sekretarza Stanu Stolicy Apostolskiej. Na konsystorzu 6 grudnia 1915 roku Benedykt XV wyniósł go do godności kardynalskiej z tytułem prezbitera Santi Cosma e Damiano. Pozostał nuncjuszem aż do listopada 1916 roku. Uczestniczył w konklawe w roku 1922. Pius XI powołał go na stanowisko wielkiego penitencjarza 8 stycznia 1925 roku; pozostał na tym stanowisku aż do 9 grudnia 1927 roku. 19 grudnia 1927 roku objął stanowisko kanclerza Świętego Kościoła Rzymskiego i sprawował go aż do śmierci. Zmarł 9 lutego 1933 roku. Pochowano go w parafialnym kościele, tam gdzie się urodził, w Sankt Anna am Aigen.